# Mistrovství světa juniorů v biatlonu 2023
Mistrovství světa juniorů v biatlonu 2023 probíhalo od 1. do 12. března 2023 v kazachstánském Ščučinsku.
Závodili jak dorostenci (15 až 18 let), tak junioři (19 až 21 let). Na programu byly v obou věkových kategoriích vytrvalostní závody, sprinty, stíhací závody, štafety a smíšené štafety

## Medailisté

### Junioři
| Disciplína                 | Zlato                                                         | Výkon                                                     | Stříbro                                                       | Výkon                                         | Bronz                                                                    | Výkon                                                     |
| Vytrvalostní závod (15 km) | Benjamin Menz                                                 | 43:12,3 (1+1+0+1)                                         | Einar Hedegart                                                | 43:19,3 (0+1+0+1)                             | Isak Frey                                                                | 43:38,3 (1+1+1+0)                                         |
| Sprint (10 km)             | Campbell Wright                                               | 23:38,9 (0+0)                                             | Jan Guńka                                                     | 24:14,3 (0+0)                                 | Maxime Germain                                                           | 24:25,5 (1+0)                                             |
| Stíhací závod (12,5 km)    | Martin Nevland                                                | 33:07,6 (1+0+0+1)                                         | Einar Hedegart                                                | 33:36,6 (0+1+1+1)                             | Trym Gerhardsen                                                          | 33:42,7 (0+0+1+0)                                         |
| Štafeta (4×7,5 km)         | NorskoTrym Gerhardsen Einar Hedegart Martin Nevland Isak Frey | 1:19:05,9 (0+0) (0+3) (0+3) (3+3) (0+1) (0+1) (0+1) (1+3) | NěmeckoFranz Schaser Fabian Kaskel Benjamin Menz Hans Köllner | 1:19:14,8 (0+0) (0+3) (0+0) (0+1) (0+2) (0+3) | ItálieChristoph Pircher Fabio Piller Cottrer Nicolò Betemps Marco Barale | 1:20:14,2 (0+2) (0+1) (0+3) (0+1) (0+1) (0+3) (0+0) (0+1) |

### Juniorky
| Disciplína                   | Zlato                                                                        | Výkon                                                     | Stříbro                                                                       | Výkon                                                     | Bronz                                                                    | Výkon                                                     |
| Vytrvalostní závod (12,5 km) | Kaja Zorčová                                                                 | 42:37,3 (0+3+0+0)                                         | Jeanne Richardová                                                             | 43:12,2 (0+2+1+1)                                         | Léonie Jeannierová                                                       | 43:13,6 (3+1+0+0)                                         |
| Sprint (7,5 km)              | Selina Grotianová                                                            | 20:49,0 (1+1)                                             | Jeanne Richardová                                                             | 21:41,8 (0+1)                                             | Sara Anderssonová                                                        | 21:43,7 (0+1)                                             |
| Stíhací závod (10 km)        | Selina Grotianová                                                            | 31:10,9 (0+2+1+0)                                         | Jeanne Richardová                                                             | 31:13,4 (0+0+1+2)                                         | Tuva Aas Stræteová                                                       | 31:23,0 (0+0+0+1)                                         |
| Štafeta (4×6 km)             | NěmeckoSelina Kastlová Johanna Puffová Marlene Fichtnerová Selina Grotianová | 1:12:49,3 (0+0) (0+1) (1+3) (0+1) (0+2) (0+3) (0+3) (0+3) | FrancieFany Bertrandová Camille Coupéová Jeanne Richardová Léonie Jeannierová | 1:13:41,8 (0+1) (0+3) (1+3) (0+3) (0+0) (0+3) (0+0) (0+2) | NorskoLinnea Winsvoldová Maren Bakkenová Siri Skarová Tuva Aas Stræteová | 1:14:07,2 (0+1) (0+0) (0+0) (0+2) (0+1) (0+1) (0+1) (0+2) |

### Smíšené závody juniorů
| Disciplína      | Zlato                                                               | Výkon                                         | Stříbro                                                                            | Výkon                                                     | Bronz                                                             | Výkon                                                     |
| Smíšené štafeta | NěmeckoJohanna Puffová Selina Grotianová Benjamin Menz Hans Köllner | 1:06:19,4 (0+1) (0+1) (0+2) (0+2) (0+0) (0+2) | FrancieLéonie Jeannierová Jeanne Richardová Théo Guiraud-Poillot Jacques Jefferies | 1:06:45,2 (0+0) (0+0) (0+1) (0+0) (0+3) (0+0) (0+1) (0+2) | NorskoMaren Bakkenová Tuva Aas Stræteová Martin Nevland Isak Frey | 1:06:56,2 (0+1) (1+3) (0+2) (1+3) (0+0) (0+1) (0+1) (0+1) |

### Dorostenci
| Disciplína                   | Zlato                                            | Výkon                                         | Stříbro                                            | Výkon                                         | Bronz                                                   | Výkon                                         |
| Vytrvalostní závod (12,5 km) | Jakub Borguľa                                    | 35:29,2 (1+0+0+0)                             | Sivert Gerhardsen                                  | 35:36,6 (0+1+0+1)                             | Matija Legović                                          | 35:39,4 (0+1+0+1)                             |
| Sprint (7,5 km)              | Kasper Kalkenberg                                | 19:44,4 (2+1)                                 | Matija Legović                                     | 19:50,9 (1+1)                                 | Sivert Gerhardsen                                       | 19:55,9 (1+1)                                 |
| Stíhací závod (10 km)        | Sivert Gerhardsen                                | 27:25,9 (0+1+1+0)                             | Albert Engelmann                                   | 27:45,2 (1+1+1+0)                             | Arttu Heikkinen                                         | 28:26,2 (1+1+2+0)                             |
| Štafeta (3×7,5 km)           | ČeskoJonáš Kabrda Daniel Malušek Ferdinand Jansa | 1:06:51,7 (0+0) (0+1) (0+0) (0+0) (0+0) (0+2) | NěmeckoElias Seidl Erik Hafenmair Albert Engelmann | 1:07:13,0 (0+1) (0+2) (0+2) (0+2) (0+2) (2+3) | NorskoSivert Rusten Kasper Kalkenberg Sivert Gerhardsen | 1:08:17,7 (0+3) (0+1) (1+3) (0+2) (3+3) (0+2) |

### Dorostenky
| Disciplína                 | Zlato                                                      | Výkon                                       | Stříbro                                                       | Výkon                                       | Bronz                                                            | Výkon                                       |
| Vytrvalostní závod (10 km) | Julia Kinková                                              | 32:23,8 (1+0+0+1)                           | Alessia Laagerová                                             | 33:23,6 (0+0+0+0)                           | Oleksandra Merkušinová                                           | 33:34,0 (1+1+1+0)                           |
| Sprint (6 km)              | Julia Tannheimerová                                        | 17:45,0 (1+1)                               | Julia Kinková                                                 | 18:11,2 (1+0)                               | Astrid Plöschová                                                 | 18:27,6 (0+0)                               |
| Stíhací závod (7,5 km)     | Julia Tannheimerová                                        | 24:38,4 (1+1+1+1)                           | Julia Kinková                                                 | 26:22,1 (3+0+2+0)                           | Maren Brännareoá-Granová                                         | 26:46,0 (0+1+3+0)                           |
| Štafeta (3×6 km)           | NěmeckoLea Zimmermannová Julia Tannheimerová Julia Kinková | 56:24,2 (0+2) (0+2) (1+3) (0+1) (0+3) (0+0) | ItálieAstrid Plöschová Fabiana Carpellová Carlotta Gauteroová | 58:10,7 (0+0) (0+2) (0+1) (2+3) (0+2) (1+3) | NorskoLene Jøranliová Ragna Fodstadová Maren Brännareová-Granová | 58:29,8 (0+1) (0+3) (0+0) (0+3) (0+1) (1+3) |

### Smíšené závody dorostenců
| Disciplína      | Zlato                                                                                | Výkon                                                     | Stříbro                                                            | Výkon                                                     | Bronz                                                                         | Výkon                                                     |
| Smíšené štafeta | NorskoRagna Fodstadová Maren Brännareová-Granová Kasper Kalkenberg Sivert Gerhardsen | 1:11:51,1 (2+3) (0+1) (1+3) (0+3) (0+2) (0+2) (0+1) (0+2) | NěmeckoJulia Kinková Julia Tannheimerová Tim Nechwatal Elias Seidl | 1:12:26,6 (0+0) (1+3) (0+2) (0+2) (1+3) (3+3) (0+1) (0+2) | UkrajinaOlena Horodná Oleksandra Merkušinová Bohdan Borkovskyj Mychailo Chmil | 1:13:21,7 (0+2) (1+3) (0+1) (0+0) (2+3) (0+2) (0+2) (0+3) |